# Den Vanærede
Den vanærede er en dansk stumfilm fra 1915, der er instrueret af Hjalmar Davidsen efter manuskript af Carl Gandrup.

## Handling
Denne artikel mangler et handlingsreferat. Hjælp os med at skrive det.

## Medvirkende
- Robert Schmidt - Max Hardenberg
- Gunnar Sommerfeldt - Frantz, Max' brodersøn
- Volmer Hjorth-Clausen - Kaptajn Balck
- Else Frölich - Maria Ziegler, varietésangerinde
- Gyda Aller - Edele, Marias datter
- Lily Frederiksen - Barn
- Preben Rist